# Ricardo Ávila
Ricardo Guardia Ávila, född 4 februari 1997, är en panamansk fotbollsspelare (mittfältare) som spelar för Real Monarchs, på lån från Universitario. Han har även spelat för Panamas landslag. 

## Klubbkarriär
Ávila började karriären i Panama City-klubben Chorillo och spelade där sina första seniormatcher i Panamas högstaliga 2014. Därefter följde en lånesejour utan några framträdanden till den slovenska klubben FC Koper under vintern 2016/2017. Sommaren 2017 såldes Ávila från Chorillo till den belgiska klubben Gent och representerade då klubbens reservlag. 

## Landslagskarriär
Ávila debuterade för Panamas landslag 2016. När Panama kvalificerade sig till VM 2018 blev Ricardo Ávila uttagen i truppen som reste till Ryssland och han fick där göra två framträdanden.